# Cornelis de Bruijn
Cornelis de Bruijn (1652 Haag – 1726/1727 Utrecht) byl holandský umělec a cestovatel. Podnikl dvě velké cesty, během nichž pořizoval kresby lidí, budov, rostlin a zvířat. Své zážitky publikoval v knihách, které svými kresbami ilustroval.

## Cesty po Evropě a Asii
Během své první cesty de Bruijn navštívil Řím, kde se stal členem skupiny Bentvueghels. Ve spolku bylo zvykem, že každý člen dostal při přijetí přezdívku, tzv. Ohnuté jméno (bent name). Cornelis de Bruijn dostal přezdívku Adonis, což podle zvyku podepsal další člen skupiny, malíř Abraham Genoels II. Z Itálie odcestoval do Egypta. Vystoupal na vrchol pyramidy, kde zanechal svůj podpis. Poté odcestoval na území tehdejší osmanské říše, kde tajně vytvořil kresby Jeruzaléma. Jeho kresby města Palmýry jsou kopie. De Bruijn pobýval i na Kypru. Pobýval také mezi holandskými obchodníky ve Smyrně a Konstantinopoli. Vrátil se do Itálie, do Benátek, kde od roku 1684 spolupracoval s malířem Johannem Carlem Lothem. V roce 1693 se vrátil do Haagu, kde prodával své suvenýry z cest. V roce 1698 publikoval knihu Reizen van Cornelis de Bruyn door de vermaardste Deelen van Klein Asia (Cestování Cornelise de Bruyn přes nejslavnější části Malé Asie s kresbami). Jeho ilustrovaná kniha byla úspěšná a byla přeložena do několika jazyků. Dvě z ilustrací jsou barevné a byly to první barevné výtisky v historii. Mezi jeho kresbami byly první kresby interiéru Velké pyramidy v Gíze a kresby Jeruzaléma, které se staly známými i v Evropě. V roce 1701 se vydal na cestu do Archangelsku. Během své druhé cesty navštívil v severním Rusku oblast obývanou Samojedy. V Moskvě se seznámil s císařem Petrem I. Velikým. Cornelius de Bruijn maloval jeho neteře a obrazy byly poslány možným kandidátům na manželství. Koncem dubna 1703 odcestoval de Bruijn z Moskvy spolu se skupinou arménských obchodníků z Isfahánu pod jménem Jacob Daviedof. De Bruijn a Arméni se plavili po řekách Moskva, Oka a Volha, až nakonec dorazili do Astrachaně. Díky de Bruijnově krátké návštěvě města Nižnij Novgorod během velikonočních svátků existují kresby tohoto velkého obchodního centra na řece Volze s jeho stavbami a chrámy z roku 1703.

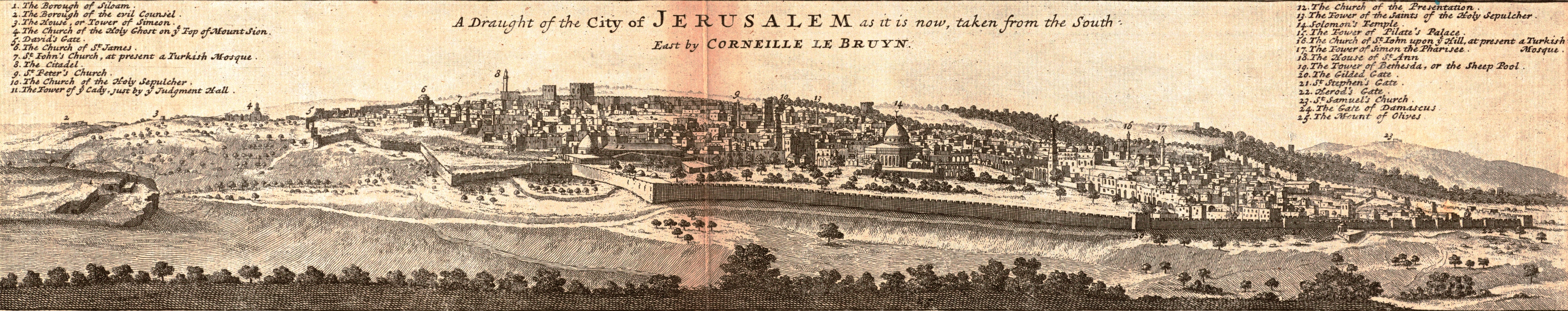
Jeruzalém

## Návrat do Nizozemska
Když opustil hranice ruského státu, cestoval do Persie, kde kreslil města jako Isfahán a Persepolis (1704–1705). Pokračoval v cestě, dorazil na Jávu, odtud se obrátil zpět do Persie a přes Rusko do Holandska.
Jeho kresby z Persepolisu, města zničeného Alexandrem Velikým, způsobily senzaci. Starosta Amsterdamu Nicolaes Witsen a člen královské společnosti jej pravděpodobně požádal o kresby města slavného svými čtyřiceti sloupy. Po celé století to byly ty nejlepší kresby, které byly západním učencům k dispozici. De Bruijn byl však obviněn z plagiátorství a jeho druhá kniha z cesty do Moskvy už nebyla tak úspěšná. Z Amsterdamu uprchl do města Vianen v centrální části provincie Utrecht. V Utrechtu de Bruijn také kolem roku 1726 zemřel. Není známo, kdy a kde byl pohřben.
De Bruijn, který četl každý řecký a latinský zdroj, který dokázal získat, projevoval přesvědčivou znalost popisovaných míst. Jeho popisy jsou mnohdy i vtipné. V Persii získal kopii eposu Kniha králů (Šáhnáme), jejímž autorem byl básník Firdausí. De Bruijn epos shrnul a zpřístupnil západu.

## Galerie

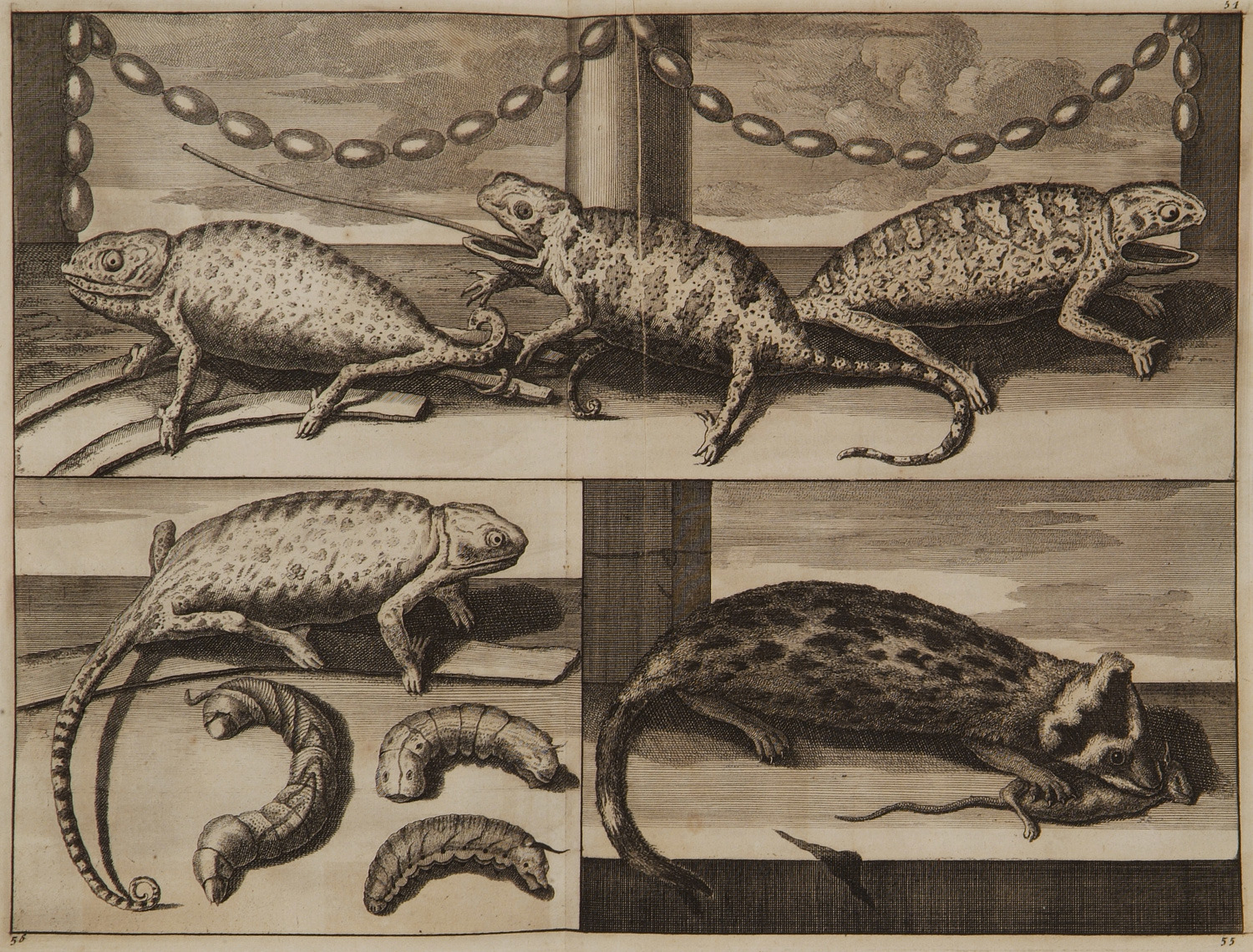
Studie zvířat, Izmir
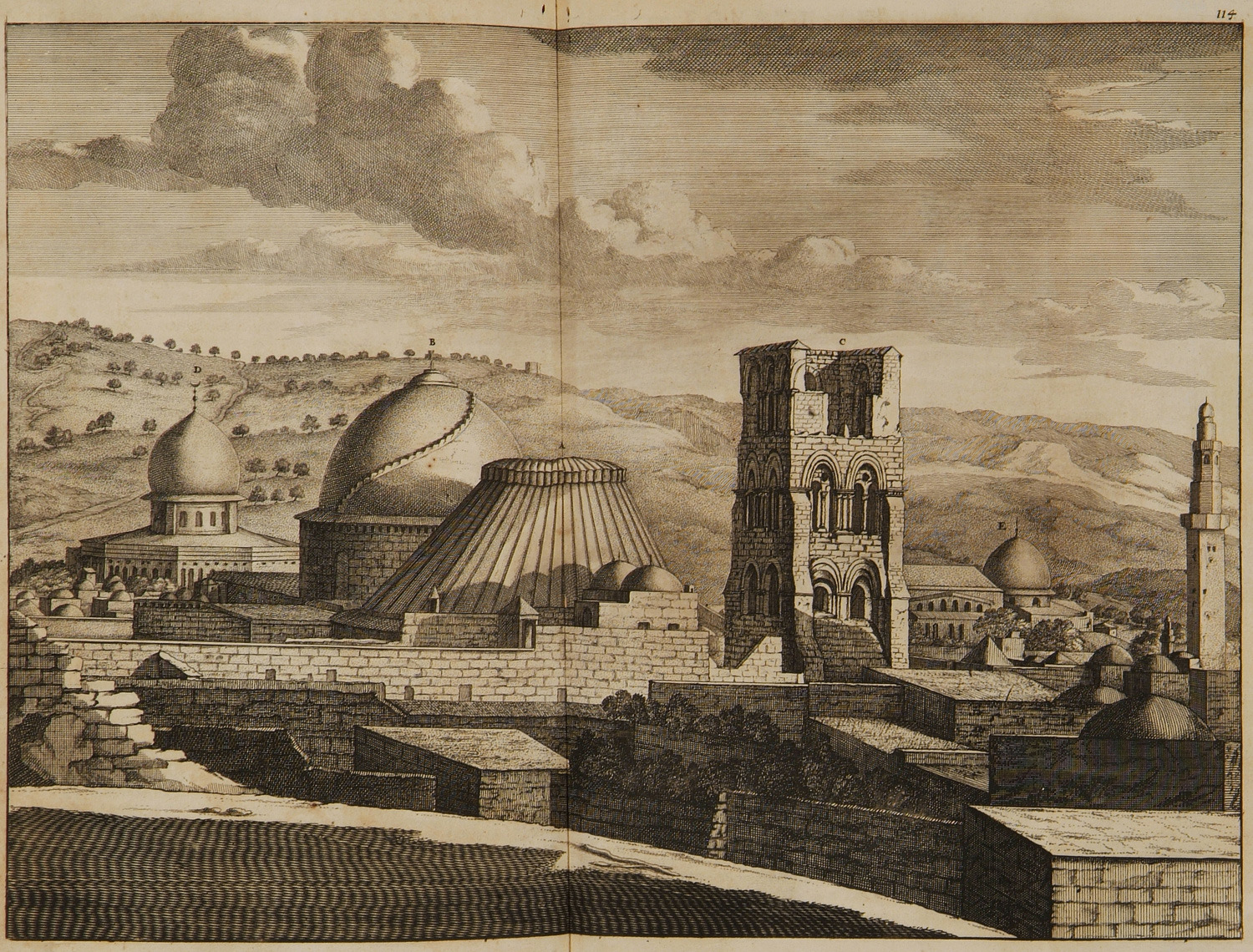
Jeruzalémské střechy
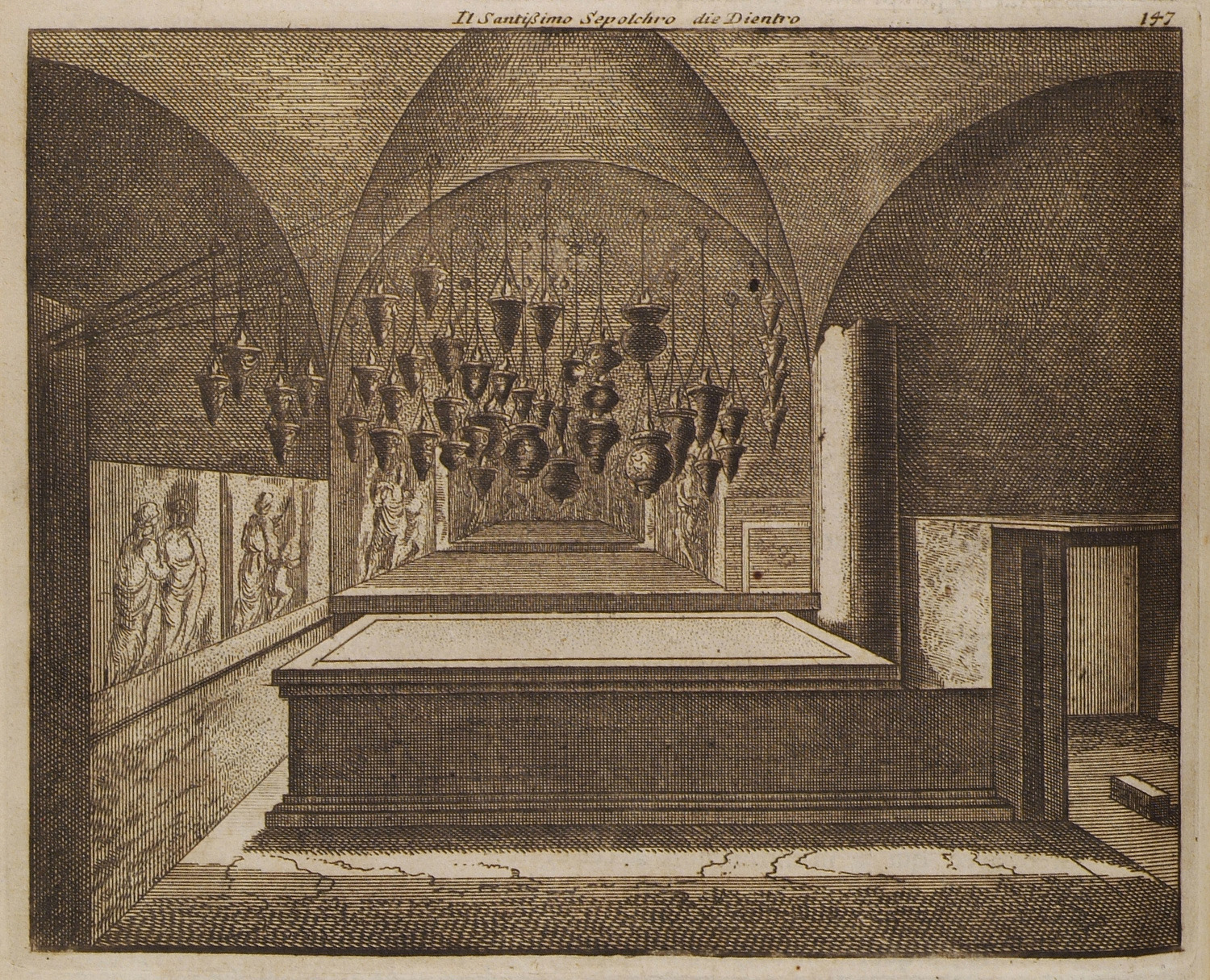
Edikula nad Svatým hrobem (Chrám Božího hrobu)
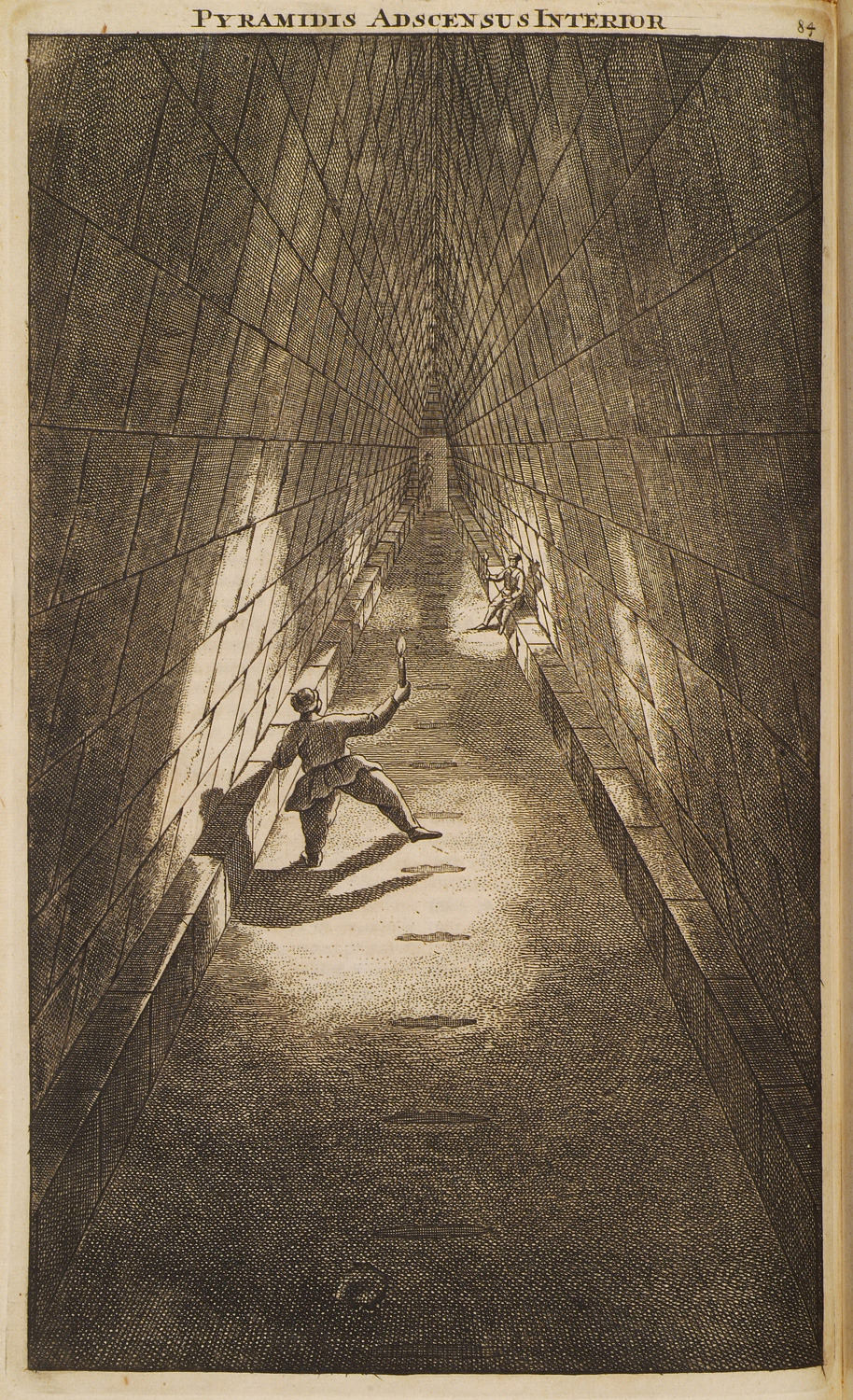
Cheopsova pyramida
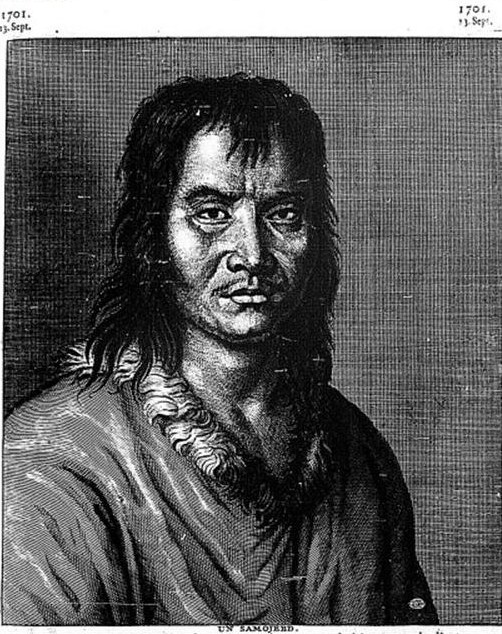
Portrét Samojeda
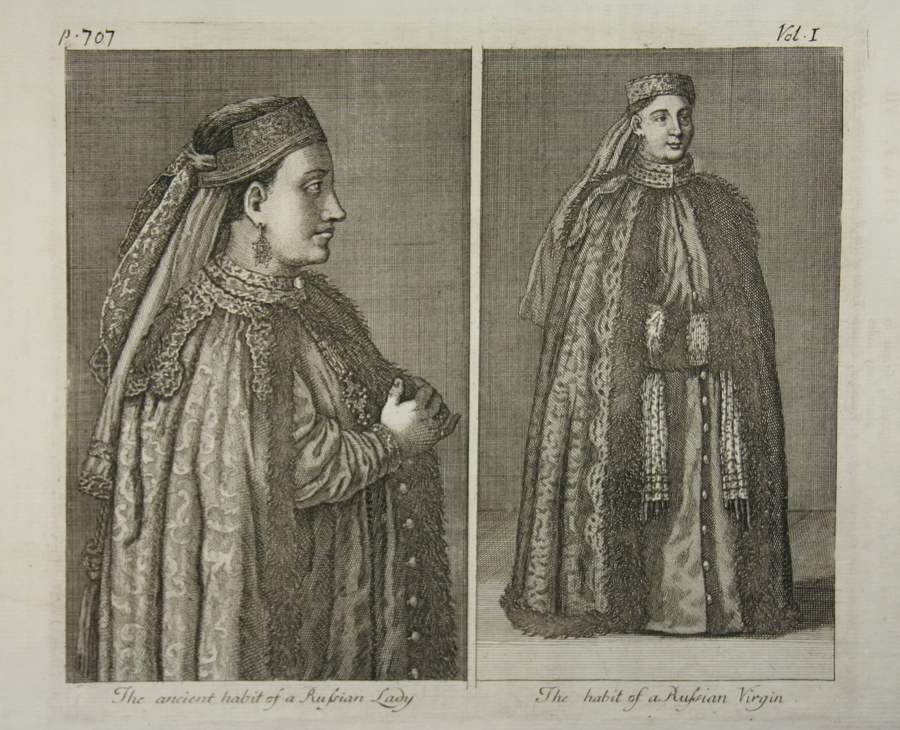
Ruské ženy
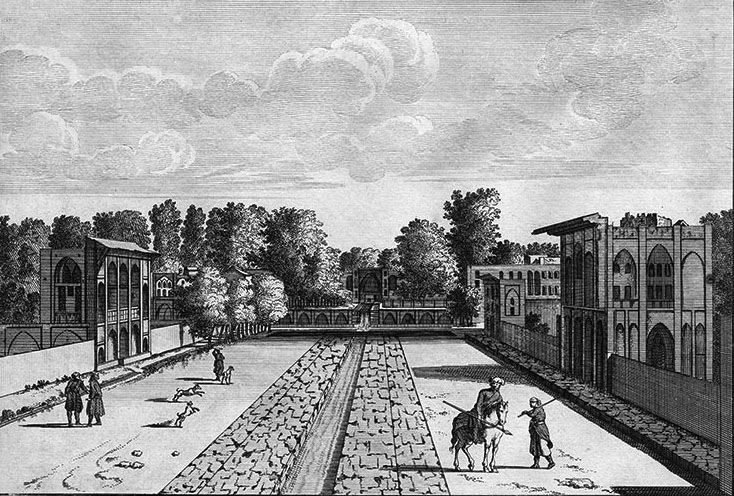
Isfahán
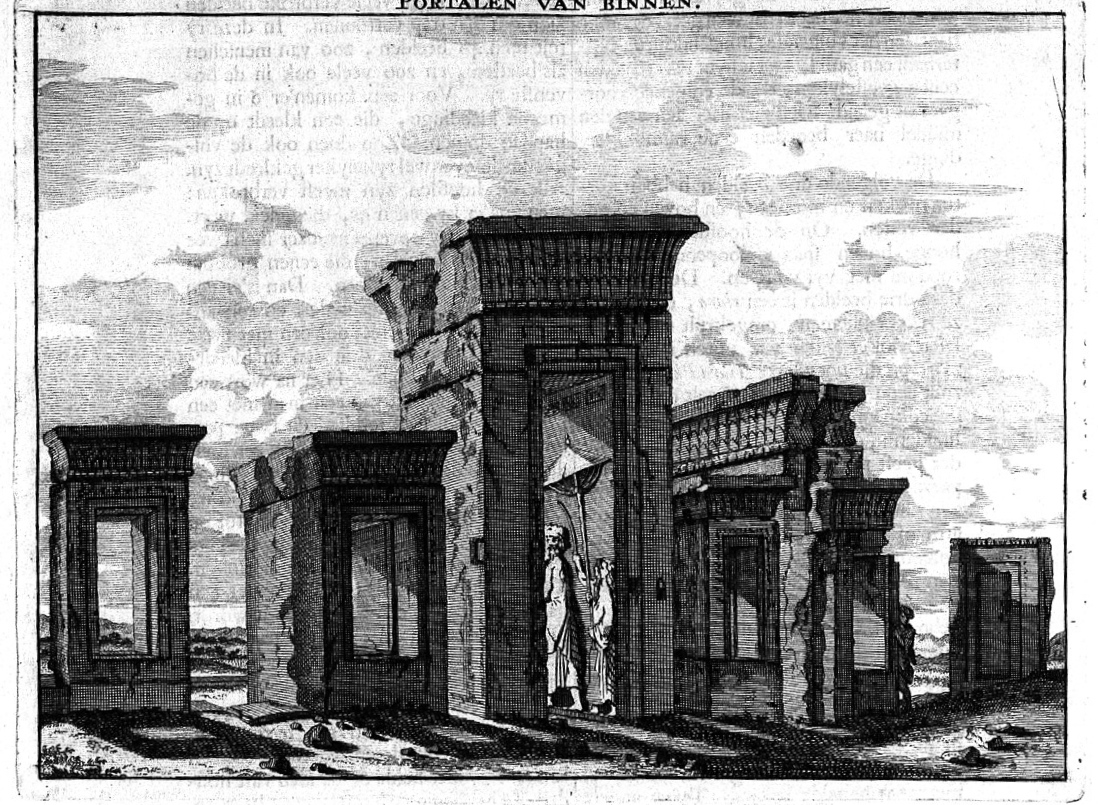
Persepolis

## Práce

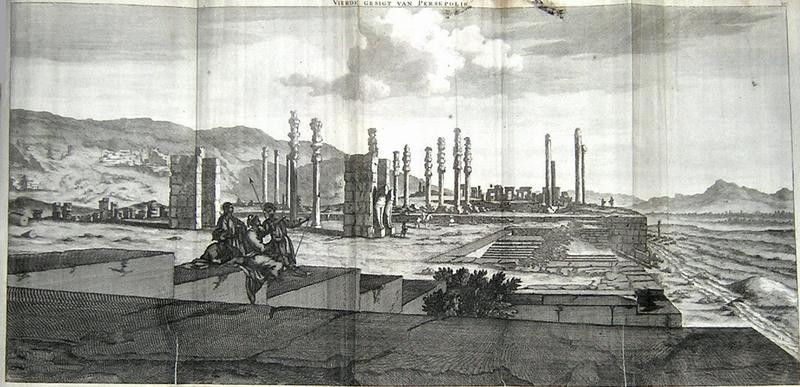
Kresba Persepolis z roku 1704

- Reizen van Cornelis de Bruyn door de vermaardste Deelen van Klein Asia (1698)
  - Corneille le Brun, Voyage au Levant (francouzský překlad, 1700)
  - Corneille le Brun, A Voyage to the Levant: or Travels in the Principal Parts of Asia Minor (anglický překlad z roku 1702)
- Reizen over Moskovie, door Persie en Indie (1711)

- Voyages de Corneille le Brun par la Moscovie, en Perse, et aux Indes Occidentales (francouzský překlad z roku 1718)
  - Corneille le Brun, Voyage to the Levant and Travels into Moscovy, Persia, and the East Indies (anglický překlad z roku 1720)
  - C. le Brun, An Abstract of M. C. Le Brun's Travels through Russia (1722)
  - Putěšestvije cerez Moskvu Kornelija de Brujna (ruský výtah 1873)
- Aenmerkingen Over de Printverbeeldingen van de Overblijfzelen van het Oude Persepolis (1714)

Další anglické překlady se objevily v letech 1737, 1759 a 1873.